# 三遊亭圓生 (3代目)
3代目 三遊亭 圓生（さんゆうてい えんしょう、1839年（天保10年）（逆算） - 1881年（明治14年）8月16日）は、落語家。
本名は嶋岡新兵衛。

## 人物
当初歌舞伎役者で、本名野本新兵衛にちなんで「のしん」と名乗ったので、後に「のしん」の圓生と渾名（あだな）されたとされていたが、誰の役者の弟子だったのか、旧幕府時代に既に野本という名字のある身分だったのかなどについて何も傍証となるものがなく、さらに本名を嶋岡と載せている文献もあるので、その由緒については疑問がある。一方で天狗連の真打格で、○○連の真打を略して「のしん」が渾名されたという説もある。
安政の末に役者から転じて、江戸噺家4代目桂文治門下で万治（萬治）となったとされるが、確証はない。明治維新前後に三遊亭圓朝門下に移り、初代にあたる三遊亭圓楽を名乗る。
圓朝の下でめきめきと頭角を現し、演芸評論家関根黙庵によると、初代三遊亭圓馬、初代三遊亭圓橘、3代目三遊亭圓喬と並んで「圓朝四天王」の一人に数えられたという。関根黙庵の説では、1872年に両国立花家杮落としに際して、圓朝が素噺に転じるために芝居噺の道具を圓楽に全て譲って、3代目圓生を襲名させたと言う。
1881年に、43歳で死去した。
弟子は初代三遊亭圓丸ら大勢いた。